# كارل هيس
كارل هيس (بالألمانية: Karl Hess)‏ هو أستاذ جامعي وفيزيائي نمساوي، ولد في 20 يونيو 1945 في تروماو في النمسا.